# فو هاي فنغ
فو هاي فنغ ((بالإنجليزية: Fu Haifeng)) (من مواليد 2 يناير 1984) هو لاعب كرة ريشة من الصين.
شارك في دورة الألعاب الآسيوية 2006 في الدوحة، قطر.

## روابط خارجية
- فو هاي فنغ على موقع BWF.tournamentsoftware.com (الإنجليزية)
- فو هاي فنغ على موقع BWFbadminton.com (الإنجليزية)
- فو هاي فنغ على موقع اللجنة الأولمبية الدولية (الإنجليزية)
- فو هاي فنغ على موقع أوليمبيديا (الإنجليزية)
- فو هاي فنغ على موقع اللجنة الأولمبية الصينية (الإنجليزية)
- فو هاي فنغ على موقع اللجنة الأولمبية الصينية (الإنجليزية)